# Svédország az 1972. évi nyári olimpiai játékokon
Svédország az NSZK-beli Münchenben megrendezett 1972. évi nyári olimpiai játékok egyik részt vevő nemzete volt. Az országot az olimpián 18 sportágban 131 sportoló képviselte, akik összesen 16 érmet szereztek.

## Érmesek
| Érem  | Versenyző                                 | Sportág       | Versenyszám              |
| ----- | ----------------------------------------- | ------------- | ------------------------ |
| Arany | Ulrika Knape                              | Műugrás       | Női egyéni toronyugrás   |
| Arany | Ragnar Skanåker                           | Sportlövészet | Szabadpisztoly           |
| Arany | Gunnar Larsson                            | Úszás         | Férfi 200 m vegyes       |
| Arany | Gunnar Larsson                            | Úszás         | Férfi 400 m vegyes       |
| Ezüst | Jan Karlsson                              | Birkózás      | Szabadfogás, 74 kg       |
| Ezüst | Gunnar Jervill                            | Íjászat       | Férfi egyéni             |
| Ezüst | Rolf Peterson                             | Kajak-kenu    | Férfi kajak egyes 1000 m |
| Ezüst | Ulrika Knape                              | Műugrás       | Női egyéni műugrás       |
| Ezüst | Pelle Petterson Stellan Westerdahl        | Vitorlázás    | Csillaghajó              |
| Ezüst | Bo Knape Stefan Krook Stig Wennerström    | Vitorlázás    | Soling                   |
| Bronz | Ricky Bruch                               | Atlétika      | Férfi diszkoszvetés      |
| Bronz | Jan Karlsson                              | Birkózás      | Kötöttfogás, 74 kg       |
| Bronz | Ulla Håkansson Maud von Rosen Ninna Swaab | Lovaglás      | Csapat díjlovaglás       |
| Bronz | Jan Jönsson                               | Lovaglás      | Egyéni lovastusa         |
| Bronz | Hasse Thomsén                             | Ökölvívás     | Nehézsúly                |
| Bronz | Hans Bettembourg                          | Súlyemelés    | 90 kg                    |

## Atlétika
Férfi
| Versenyző                                         | Versenyszám     | Előfutam | Előfutam | Előfutam | Negyeddöntő | Negyeddöntő | Negyeddöntő | Elődöntő | Elődöntő | Elődöntő | Döntő   | Döntő    |
| Versenyző                                         | Versenyszám     | Idő      | Hely.    | Össz.    | Idő         | Hely.       | Össz.       | Idő      | Hely.    | Össz.    | Idő     | Helyezés |
| ------------------------------------------------- | --------------- | -------- | -------- | -------- | ----------- | ----------- | ----------- | -------- | -------- | -------- | ------- | -------- |
| Anders Faager                                     | 400 m           | 46,29    | 2.       | 17.      | 46,54       | 4.          | 20.         | kiesett  | kiesett  | kiesett  | kiesett | kiesett  |
| Gunnar Ekman                                      | 1500 m          | 3:40,40  | 3.       | 3.       |             |             |             | 3:39,44  | 5.       | 5.       | kiesett | kiesett  |
| Ulf Högberg                                       | 1500 m          | 3:41,5   | 5.       | 14.      |             |             |             | 3:43,6   | 9.       | 23.      | kiesett | kiesett  |
| Anders Gärderud                                   | 5000 m          | 13:57,2  | 4.       | 33.      |             |             |             |          |          |          | kiesett | kiesett  |
| Anders Gärderud                                   | 3000 m akadály  | 8:30,8   | 5.       | 10.      |             |             |             |          |          |          | kiesett | kiesett  |
| Bo Forssander                                     | 110 m gát       | 14,56    | 6.       | 29.      |             |             |             | kiesett  | kiesett  | kiesett  | kiesett | kiesett  |
| Daniel Björkgren                                  | 50 km gyaloglás |          |          |          |             |             |             |          |          |          | 4:20:00 | 13.      |
| Stefan Ingvarsson                                 | 50 km gyaloglás |          |          |          |             |             |             |          |          |          | 4:21:01 | 15.      |
| Hans Tenggren                                     | 50 km gyaloglás |          |          |          |             |             |             |          |          |          | 4:16:37 | 12.      |
| Erik Carlgren Anders Faager Kent Öhman Ulf Rönner | 4 × 400 m váltó | 3:03,05  | 3.       | 5.       |             |             |             |          |          |          | 3:02,57 | 7.       |

| Versenyző        | Versenyszám   | Selejtező                | Selejtező                | Döntő    | Döntő    |
| Versenyző        | Versenyszám   | Eredmény                 | Helyezés                 | Eredmény | Helyezés |
| ---------------- | ------------- | ------------------------ | ------------------------ | -------- | -------- |
| Jan Dahlgren     | Magasugrás    | 215 cm                   | 3.*                      | 215 cm   | 11.      |
| Kjell Isaksson   | Rúdugrás      | érvényes kísérlet nélkül | érvényes kísérlet nélkül | kiesett  | kiesett  |
| Ingemar Jernberg | Rúdugrás      | 500 cm                   | 14.                      | 510 cm   | 9.       |
| Hans Lagerqvist  | Rúdugrás      | 510 cm                   | 8.                       | 520 cm   | 7.       |
| Ricky Bruch      | Diszkoszvetés | 61,24 m                  | 5.                       | 63,40 m  |          |

| Versenyző       | Versenyszám | 100 m | 100 m | Távolugrás | Távolugrás | Súlylökés | Súlylökés | Magasugrás       | Magasugrás       | 400 m         | 400 m         | 110 m gát     | 110 m gát     | Diszkoszvetés | Diszkoszvetés | Rúdugrás      | Rúdugrás      | Gerelyhajítás | Gerelyhajítás | 1500 m        | 1500 m        | Végeredmény   | Végeredmény   |
| Versenyző       | Versenyszám | Idő   | Pont  | Eredmény   | Pont       | Eredmény  | Pont      | Eredmény         | Pont             | Idő           | Pont          | Idő           | Pont          | Eredmény      | Pont          | Eredmény      | Pont          | Eredmény      | Pont          | Idő           | Pont          | Pont          | Helyezés      |
| --------------- | ----------- | ----- | ----- | ---------- | ---------- | --------- | --------- | ---------------- | ---------------- | ------------- | ------------- | ------------- | ------------- | ------------- | ------------- | ------------- | ------------- | ------------- | ------------- | ------------- | ------------- | ------------- | ------------- |
| Lennart Hedmark | Tízpróba    | 11,53 | 681   | 689 cm     | 798        | 14,43 m   | 754       | nem állt rajthoz | nem állt rajthoz | nem ért célba | nem ért célba | nem ért célba | nem ért célba | nem ért célba | nem ért célba | nem ért célba | nem ért célba | nem ért célba | nem ért célba | nem ért célba | nem ért célba | nem ért célba | nem ért célba |

Női
| Versenyző                                                             | Versenyszám     | Előfutam | Előfutam | Előfutam | Negyeddöntő | Negyeddöntő | Negyeddöntő | Elődöntő | Elődöntő | Elődöntő | Döntő   | Döntő    |
| Versenyző                                                             | Versenyszám     | Idő      | Hely.    | Össz.    | Idő         | Hely.       | Össz.       | Idő      | Hely.    | Össz.    | Idő     | Helyezés |
| --------------------------------------------------------------------- | --------------- | -------- | -------- | -------- | ----------- | ----------- | ----------- | -------- | -------- | -------- | ------- | -------- |
| Linda Haglund                                                         | 100 m           | 11,97    | 6.       | 34.      | kiesett     | kiesett     | kiesett     | kiesett  | kiesett  | kiesett  | kiesett | kiesett  |
| Karin Wallgren-Lundgren                                               | 400 m           | 53,70    | 4.       | 27.      | 53,87       | 7.          | 29.         | kiesett  | kiesett  | kiesett  | kiesett | kiesett  |
| Inger Knutsson                                                        | 1500 m          | 4:11,32  | 5.       | 11.      |             |             |             | 4:14,97  | 9.       | 16.      | kiesett | kiesett  |
| Anne-Marie Nenzell                                                    | 1500 m          | 4:16,67  | 6.       | 26.      |             |             |             | kiesett  | kiesett  | kiesett  | kiesett | kiesett  |
| Gunhild Olsson                                                        | 100 m gát       | 14,37    | 6.       | 22.      |             |             |             | kiesett  | kiesett  | kiesett  | kiesett | kiesett  |
| Anneli Olsson Gunhild Olsson Karin Wallgren-Lundgren Linda Haglund    | 4 × 100 m váltó | kizárták | kizárták | kizárták |             |             |             |          |          |          | kiesett | kiesett  |
| Lotta Malmström Elisabeth Randerz Ann Larsson Karin Wallgren-Lundgren | 4 × 400 m váltó | 3:32,62  | 6.       | 11.      |             |             |             |          |          |          | kiesett | kiesett  |

* - nyolc másik versenyzővel azonos eredményt ért el

## Birkózás
Kötöttfogású
| Versenyző        | Versenyszám | 1. forduló                           | 2. forduló                      | 3. forduló                             | 4. forduló                         | 5. forduló               | 6. forduló        | 7. forduló        | Döntő              | Helyezés    |
| Versenyző        | Versenyszám | Ellenfél Eredmény                    | Ellenfél Eredmény               | Ellenfél Eredmény                      | Ellenfél Eredmény                  | Ellenfél Eredmény        | Ellenfél Eredmény | Ellenfél Eredmény | Ellenfél Eredmény  | Helyezés    |
| ---------------- | ----------- | ------------------------------------ | ------------------------------- | -------------------------------------- | ---------------------------------- | ------------------------ | ----------------- | ----------------- | ------------------ | ----------- |
| Lennart Svensson | 48 kg       | Ochirdolgoryn Enkhtaivan (MGL) · 1-3 | Sztefan Angelov (BUL) · 3.5-0.5 | Gheorghe Berceanu (ROU) · kétvállas    | kiesett                            | kiesett                  |                   |                   | kiesett            | helyezetlen |
| Per Lindholm     | 57 kg       | Alfredo López (MEX) · kétvállas      | Ion Baciu (ROU) · 3-1           | Jamamoto Ikuei (JPN) · 2.5-2.5         | Hans-Jürgen Veil (FRG) · kétvállas | kiesett                  | kiesett           | kiesett           | kiesett            | helyezetlen |
| Jan Karlsson     | 74 kg       | Marcel Vlad (ROU) · 1-3              | Gary Neist (USA) · 1-3          | Stanisław Krzesiński (POL) · kétvállas | Ivan Kolev (BUL) · 3-1             | Momir Kecman (YUG) · 1-3 |                   |                   | összesítés alapján |             |
| Jan Kårström     | 82 kg       | Reinhold Hucker (FRG) · 1-3          | Hegedűs Csaba (HUN) · 3-1       | Frank Hartmann (GDR) · 2-2             | kiesett                            | kiesett                  |                   |                   | kiesett            | helyezetlen |
| Roland Andersson | 90 kg       | Wayne Baughman (USA) · 3-1           | Håkon Øverby (NOR) · kétvállas  | kiesett                                | kiesett                            | kiesett                  |                   |                   | kiesett            | helyezetlen |
| Per Svensson     | 100 kg      | Khristo Ignatov (BUL) · 2-2          | Tore Hem (NOR) · kétvállas      | kiesett                                | kiesett                            | kiesett                  |                   |                   | kiesett            | helyezetlen |

Szabadfogású
| Versenyző        | Versenyszám | 1. forduló                           | 2. forduló                    | 3. forduló                         | 4. forduló                       | 5. forduló        | 6. forduló              | Döntő                                                                             | Helyezés    |
| Versenyző        | Versenyszám | Ellenfél Eredmény                    | Ellenfél Eredmény             | Ellenfél Eredmény                  | Ellenfél Eredmény                | Ellenfél Eredmény | Ellenfél Eredmény       | Ellenfél Eredmény                                                                 | Helyezés    |
| ---------------- | ----------- | ------------------------------------ | ----------------------------- | ---------------------------------- | -------------------------------- | ----------------- | ----------------------- | --------------------------------------------------------------------------------- | ----------- |
| Jan Karlsson     | 74 kg       | Shakar Khan Shakar (AFG) · kétvállas | Wolfgang Nitschke (GDR) · 3-1 | Muhammad Yaghoub (PAK) · kétvállas | Miroslav Musil (TCH) · kétvállas | erőnyerő          | Adolf Seger (FRG) · 1-3 | 1. mérkőzés · Wayne Wells (USA) · 3-1 · Hozott eredmény · Adolf Seger (FRG) · 1-3 |             |
| Kurt Elmgren     | 82 kg       | Ghulam Dastagir (AFG) · kétvállas    | Lupe Lara (CUB) · 1-3         | Levan Tediasvili (URS) · kétvállas | Tömöriin Artag (MGL) · 1-3       | kiesett           | kiesett                 | kiesett                                                                           | helyezetlen |
| Roland Andersson | 90 kg       | Gennagyij Sztrahov (URS) · 3.5-0.5   | Bárbaro Morgan (CUB) · 3-1    | kiesett                            | kiesett                          | kiesett           | kiesett                 | kiesett                                                                           | helyezetlen |

## Cselgáncs
| Versenyző       | Versenyszám | Csoport | Selejtező         | 1. forduló                | 2. forduló        | 3. forduló        | 4. forduló        | Vigaszág 1. forduló | Vigaszág 2. forduló | Vigaszág 3. forduló | Elődöntő          | Döntő             | Helyezés |
| Versenyző       | Versenyszám | Csoport | Ellenfél Eredmény | Ellenfél Eredmény         | Ellenfél Eredmény | Ellenfél Eredmény | Ellenfél Eredmény | Ellenfél Eredmény   | Ellenfél Eredmény   | Ellenfél Eredmény   | Ellenfél Eredmény | Ellenfél Eredmény | Helyezés |
| --------------- | ----------- | ------- | ----------------- | ------------------------- | ----------------- | ----------------- | ----------------- | ------------------- | ------------------- | ------------------- | ----------------- | ----------------- | -------- |
| Tommy Tegelgård | Középsúly   | A       | erőnyerő          | Lhofei Shiozawa (BRA) · V | kiesett           | kiesett           | kiesett           |                     |                     |                     |                   |                   | 19.      |

## Evezés
| Versenyző      | Versenyszám  | Előfutam | Előfutam | Vigaszág | Vigaszág | Elődöntő | Elődöntő | Döntő   | Döntő   | Döntő   | Helyezés    |
| Versenyző      | Versenyszám  | Idő      | Hely.    | Idő      | Hely.    | Idő      | Hely.    | Típus   | Idő     | Hely.   | Helyezés    |
| -------------- | ------------ | -------- | -------- | -------- | -------- | -------- | -------- | ------- | ------- | ------- | ----------- |
| Lennart Bälter | Egypárevezős | 8:12,92  | 6.       | 8:11,07  | 4.       | kiesett  | kiesett  | kiesett | kiesett | kiesett | helyezetlen |

## Íjászat
| Versenyző           | Versenyszám  | 1. forduló | 1. forduló | 2. forduló | 2. forduló | Összesítés | Összesítés |
| Versenyző           | Versenyszám  | Pont       | Hely.      | Pont       | Hely.      | Pont       | Helyezés   |
| ------------------- | ------------ | ---------- | ---------- | ---------- | ---------- | ---------- | ---------- |
| Olle Boström        | Férfi egyéni | 1168       | 27.        | 1179       | 24.        | 2347       | 27.        |
| Gunnar Jervill      | Férfi egyéni | 1229       | 2.         | 1252       | 3.         | 2481       |            |
| Rolf Svensson       | Férfi egyéni | 1179       | 22.        | 1207       | 14.        | 2386       | 16.        |
| Anna-Lisa Berglund  | Női egyéni   | 1070       | 34.        | 1115       | 26.        | 2185       | 34.        |
| Maj-Britt Johansson | Női egyéni   | 1157       | 16.        | 1126       | 23.        | 2283       | 19.        |

## Kajak-kenu

### Síkvízi
Férfi
| Versenyző                                                | Versenyszám         | Előfutam | Előfutam | Előfutam | Vigaszág | Vigaszág | Vigaszág | Elődöntő | Elődöntő | Elődöntő | Döntő   | Döntő    |
| Versenyző                                                | Versenyszám         | Idő      | Hely.    | Össz.    | Idő      | Hely.    | Össz.    | Idő      | Hely.    | Össz.    | Idő     | Helyezés |
| -------------------------------------------------------- | ------------------- | -------- | -------- | -------- | -------- | -------- | -------- | -------- | -------- | -------- | ------- | -------- |
| Rolf Peterson                                            | Kajak egyes 1000 m  | 4:04,76  | 2.       | 9.       | erőnyerő | erőnyerő | erőnyerő | 3:53,75  | 2.       | 4.       | 3:48,35 |          |
| Berndt Andersson Bo Berglund                             | Kajak kettes 1000 m | 3:54,75  | 6.       | 17.      | 3:42,93  | 3.       | 7.       | 3:41,64  | 5.       | 16.      | kiesett | kiesett  |
| Lars Andersson Gunnar Utterberg Per Larsson Hans Nilsson | Kajak négyes 1000 m | 3:19,69  | 3.       | 6.       | erőnyerő | erőnyerő | erőnyerő | 3:10,65  | 2.       | 6.       | 3:17,39 | 8.       |
| Bernt Lindelöf Eric Zeidlitz                             | Kenu kettes 1000 m  | 4:14,67  | 4.       | 8.       | 4:01,42  | 1.       | 5.       | 3:52,47  | 2.       | 4.       | 4:01,60 | 8.       |

Női
| Versenyző          | Versenyszám       | Előfutam | Előfutam | Előfutam | Vigaszág | Vigaszág | Vigaszág | Elődöntő | Elődöntő | Elődöntő | Döntő   | Döntő    |
| Versenyző          | Versenyszám       | Idő      | Hely.    | Össz.    | Idő      | Hely.    | Össz.    | Idő      | Hely.    | Össz.    | Idő     | Helyezés |
| ------------------ | ----------------- | -------- | -------- | -------- | -------- | -------- | -------- | -------- | -------- | -------- | ------- | -------- |
| Ing-Marie Svensson | Kajak egyes 500 m | 2:11,63  | 2.       | 2.       | erőnyerő | erőnyerő | erőnyerő | 2:11,21  | 3.       | 10.      | 2:07,61 | 8.       |

## Kerékpározás

### Országúti kerékpározás
| Versenyző                                                      | Versenyszám     | Idő             | Helyezés      |
| -------------------------------------------------------------- | --------------- | --------------- | ------------- |
| Lennart Fagerlund                                              | Mezőnyverseny   | 4:17:09 (+2:32) | 42.           |
| Leif Hansson                                                   | Mezőnyverseny   | nem ért célba   | nem ért célba |
| Bernt Johansson                                                | Mezőnyverseny   | nem ért célba   | nem ért célba |
| Sven-Åke Nilsson                                               | Mezőnyverseny   | 4:17:09 (+2:32) | 44.           |
| Lennart Fagerlund Tord Filipsson Leif Hansson Sven-Åke Nilsson | Csapat időfutam | 2:13:36 (+2:19) | 6.            |

## Kézilabda
| Svéd férfi kézilabdacsapat-játékoskeret                                                                                                   | Svéd férfi kézilabdacsapat-játékoskeret                                                                                                |
| --- | --- |
| - Björn Andersson - Bo Andersson - Dan Eriksson - Lennart Eriksson - Johan Fischerström - Bengt Johansson - Benny Johansson - Jan Jonsson | - Lars Karlsson - Michael Koch - Olle Olsson - Sten Olsson - Thomas Persson - Göran Hård af Segerstad - Frank Ström - Bertil Söderberg |

### Eredmények
Csoportkör
A csoport
| Csapat              | M | Gy | D | V | G+ | G– | Gk | P |
| ------------------- | - | -- | - | - | -- | -- | -- | - |
| Svédország (SWE)    | 3 | 1  | 2 | 0 | 40 | 34 | +6 | 4 |
| Szovjetunió (URS)   | 3 | 1  | 2 | 0 | 40 | 34 | +6 | 4 |
| Lengyelország (POL) | 3 | 1  | 1 | 1 | 35 | 38 | –3 | 3 |
| Dánia (DEN)         | 3 | 0  | 1 | 2 | 30 | 39 | –9 | 1 |

| 1972. augusztus 30. | Svédország (SWE) | 13 – 13 | Lengyelország (POL) |  |
| 1972. augusztus 30. | L. Eriksson 7    | (5–7)   | Dybol 6             |  |
| 1972. augusztus 30. |                  |         |                     |  |

| 1972. szeptember 1. | Svédország (SWE) | 11 – 11 | Szovjetunió (URS) |  |
| 1972. szeptember 1. | L. Eriksson 4    | (4–3)   | Usaty 4           |  |
| 1972. szeptember 1. |                  |         |                   |  |

| 1972. szeptember 3. | Dánia (DEN)           | 10 – 16 | Svédország (SWE)             |  |
| 1972. szeptember 3. | Hansen, K. Andersen 4 | (4–8)   | Bj. Andersson, L. Eriksson 4 |  |
| 1972. szeptember 3. |                       |         |                              |  |

Középdöntő
E. csoport
A táblázat tartalmazza az A csoportban lejátszott Svédország – Szovjetunió 11–11-es eredményét.
| Csapat              | M | Gy | D | V | G+ | G– | Gk | P |
| ------------------- | - | -- | - | - | -- | -- | -- | - |
| Csehszlovákia (TCH) | 3 | 2  | 0 | 1 | 42 | 38 | +4 | 4 |
| NDK (GDR)           | 3 | 2  | 0 | 1 | 36 | 34 | +2 | 4 |
| Szovjetunió (URS)   | 3 | 1  | 1 | 1 | 34 | 34 | +0 | 3 |
| Svédország (SWE)    | 3 | 0  | 1 | 2 | 34 | 40 | –6 | 1 |

| 1972. szeptember 5. | Svédország (SWE) | 12 – 15 | Csehszlovákia (TCH) |  |
| 1972. szeptember 5. | L. Eriksson 5    | (6–7)   | három játékos 3     |  |
| 1972. szeptember 5. |                  |         |                     |  |

| 1972. szeptember 8. | Svédország (SWE) | 11 – 14 | NDK (GDR)  |  |
| 1972. szeptember 8. | L. Eriksson 4    | (6–8)   | Ganschow 6 |  |
| 1972. szeptember 8. |                  |         |            |  |

A 7. helyért
| 1972. szeptember 10. | Svédország (SWE) | 19 – 18 | Magyarország (HUN) |  |
| 1972. szeptember 10. | Persson 5        | (11–8)  | Vass K. 6          |  |
| 1972. szeptember 10. |                  |         |                    |  |

| Csapat           | Helyezés |
| ---------------- | -------- |
| Svédország (SWE) | 7.       |

## Lovaglás
Díjlovaglás
| Versenyző                                 | Ló                      | Versenyszám | Selejtező | Selejtező | Döntő | Döntő    |
| Versenyző                                 | Ló                      | Versenyszám | Pont      | Hely.     | Pont  | Helyezés |
| ----------------------------------------- | ----------------------- | ----------- | --------- | --------- | ----- | -------- |
| Ulla Håkansson                            | Ajax                    | Egyéni      | 1649      | 5.        | 1126  | 6.       |
| Maud von Rosen                            | Lucky Boy               | Egyéni      | 1578      | 11.       | 1088  | 8.       |
| Ninna Swaab                               | Casanova                | Egyéni      | 1622      | 7.        | 1067  | 10.      |
| Ulla Håkansson Maud von Rosen Ninna Swaab | Ajax Lucky Boy Casanova | Csapat      |           |           | 4,849 |          |

Díjugratás
| Versenyző    | Ló     | Versenyszám | 1. forduló | 1. forduló | 2. forduló | 2. forduló | Összesen | Összesen |
| Versenyző    | Ló     | Versenyszám | Pont       | Hely.      | Pont       | Hely.      | Pont     | Helyezés |
| ------------ | ------ | ----------- | ---------- | ---------- | ---------- | ---------- | -------- | -------- |
| Åke Hultberg | El-Vis | Egyéni      | 8,00       | 17.        | kiesett    | kiesett    | 8,00     | 17.      |

Lovastusa
| Versenyző   | Ló       | Versenyszám | Díjlovaglás | Díjlovaglás | Tereplovaglás | Tereplovaglás | Díjugratás | Díjugratás | Végeredmény | Végeredmény |
| Versenyző   | Ló       | Versenyszám | Bünt.       | Hely.       | Bünt.         | Hely.         | Bünt.      | Hely.      | Bünt.       | Helyezés    |
| ----------- | -------- | ----------- | ----------- | ----------- | ------------- | ------------- | ---------- | ---------- | ----------- | ----------- |
| Jan Jönsson | Sarajevo | Egyéni      | -50,33      | 16.         | 90,00         | 4.            | 0,00       | 1.         | 39,67       |             |

## Műugrás
Női
| Versenyző        | Versenyszám        | Selejtező | Selejtező | Döntő  | Döntő    |
| Versenyző        | Versenyszám        | Pont      | Helyezés  | Pont   | Helyezés |
| ---------------- | ------------------ | --------- | --------- | ------ | -------- |
| Agneta Henrikson | Egyéni műugrás     | 290,79    | 2.        | 417,48 | 6.       |
| Ulrika Knape     | Egyéni műugrás     | 292,59    | 1.        | 434,19 |          |
| Ulrika Knape     | Egyéni toronyugrás | 218,31    | 2.        | 390,00 |          |

## Ökölvívás
| Versenyző     | Versenyszám | Selejtező         | 32-es főtábla               | Nyolcaddöntő               | Negyeddöntő               | Elődöntő              | Döntő             | Helyezés |
| Versenyző     | Versenyszám | Ellenfél Eredmény | Ellenfél Eredmény           | Ellenfél Eredmény          | Ellenfél Eredmény         | Ellenfél Eredmény     | Ellenfél Eredmény | Helyezés |
| ------------- | ----------- | ----------------- | --------------------------- | -------------------------- | ------------------------- | --------------------- | ----------------- | -------- |
| Ove Lundby    | Harmatsúly  | erőnyerő          | Michael Dowling (IRL) · 1-4 | kiesett                    | kiesett                   | kiesett               | kiesett           | 17.      |
| Hasse Thomsén | Nehézsúly   |                   |                             | Jean Bassomben (CMR) · 4-1 | Carroll Morgan (CAN) · KO | Ion Alexe (ROU) · 0-5 | kiesett           |          |

## Öttusa
| Versenyző                                    | Versenyszám | Lovaglás | Lovaglás | Lovaglás | Vívás    | Vívás | Vívás | Lövészet | Lövészet | Lövészet | Úszás  | Úszás | Úszás | Futás   | Futás | Futás | Összesen    | Összesen |
| Versenyző                                    | Versenyszám | Idő      | Pont     | Hely.    | Eredmény | Pont  | Hely. | Pontszám | Pont     | Hely.    | Idő    | Pont  | Hely. | Idő     | Pont  | Hely. | Összes pont | Helyezés |
| -------------------------------------------- | ----------- | -------- | -------- | -------- | -------- | ----- | ----- | -------- | -------- | -------- | ------ | ----- | ----- | ------- | ----- | ----- | ----------- | -------- |
| Björn Ferm                                   | Egyéni      | 2:09,5   | 1100     | 4.       | 38–20    | 943   | 10.   | 193      | 978      | 7.       | 3:40,4 | 1112  | 13.   | 13:25,6 | 1150  | 10.   | 5283        | 6.       |
| Bo Jansson                                   | Egyéni      | 2:29,7   | 1005     | 29.      | 33–25    | 848   | 14.   | 184      | 780      | 40.      | 3:44,9 | 1076  | 23.   | 14:05,5 | 1030  | 38.   | 4739        | 24.      |
| Hans-Gunnar Liljenwall                       | Egyéni      | 2:26,4   | 1020     | 24.      | 34–24    | 867   | 12.   | 179      | 670      | 53.      | 3:48,1 | 1048  | 28.   | 13:42,2 | 1099  | 23.   | 4704        | 25.      |
| Björn Ferm Bo Jansson Hans-Gunnar Liljenwall | Csapat      |          | 3125     | 2.       |          | 2640  | 3.    |          | 2428     | 11.      |        | 3236  | 7.    |         | 3279  | 8.    | 14708       | 5.       |

## Sportlövészet
Nyílt
| Versenyző           | Versenyszám                    | Pont | Helyezés |
| ------------------- | ------------------------------ | ---- | -------- |
| Curt Andersson      | Gyorstüzelő pisztoly           | 582  | 31.      |
| Kjell Jacobsson     | Szabadpisztoly                 | 554  | 10.      |
| Ragnar Skanåker     | Szabadpisztoly                 | 567  |          |
| Göte Gåård          | Futócéllövészet                | 553  | 6.       |
| Karl-Axel Karlsson  | Futócéllövészet                | 551  | 8.       |
| Christer Jansson    | Sportpuska, fekvő              | 592  | 36.      |
| Christer Jansson    | Sportpuska, összetett          | 1138 | 22.      |
| Sven Johansson      | Sportpuska, összetett          | 1136 | 26.      |
| Sven Johansson      | Sportpuska, fekvő              | 592  | 39.      |
| Sven Johansson      | Szabadpuska, összetett (300 m) | 1126 | 23.      |
| Johnny Påhlsson     | Trap                           | 193  | 5.       |
| Gert-Åke Bengtsson  | Skeet                          | 183  | 42.      |
| Lars-Erik Söderberg | Skeet                          | 187  | 29.      |

## Súlyemelés
| Versenyző        | Versenyszám | Nyomás   | Nyomás   | Szakítás | Szakítás | Lökés    | Lökés    | Összesen | Helyezés |
| Versenyző        | Versenyszám | Eredmény | Helyezés | Eredmény | Helyezés | Eredmény | Helyezés | Összesen | Helyezés |
| ---------------- | ----------- | -------- | -------- | -------- | -------- | -------- | -------- | -------- | -------- |
| Hans Bettembourg | 90 kg       | 182,5    | 2.       | 145,0    | 6.       | 185,0    | 7.       | 512,5    |          |
| Ove Johansson    | +110 kg     | 200,0    | 5.       | 145,0    | 10.      | 200,0    | 7.       | 545,0    | 9.       |

## Torna
Női
| Versenyző             | Versenyszám      | Selejtező | Selejtező | Döntő    | Döntő    |
| Versenyző             | Versenyszám      | Pontszám  | Helyezés  | Pontszám | Helyezés |
| --------------------- | ---------------- | --------- | --------- | -------- | -------- |
| Marie Lundqvist-Björk | Talaj            | 17,35     | 85.       | kiesett  | kiesett  |
| Marie Lundqvist-Björk | Ugrás            | 17,60     | 61.       | kiesett  | kiesett  |
| Marie Lundqvist-Björk | Felemás korlát   | 17,55     | 66.       | kiesett  | kiesett  |
| Marie Lundqvist-Björk | Gerenda          | 16,70     | 85.       | kiesett  | kiesett  |
| Marie Lundqvist-Björk | Egyéni összetett | 69,20     | 69.*      | kiesett  | kiesett  |

* - két másik versenyzővel azonos eredményt ért el

## Úszás
Férfi
| Versenyző                                                      | Versenyszám            | Előfutam | Előfutam | Előfutam | Elődöntő | Elődöntő | Elődöntő | Döntő    | Döntő    |
| Versenyző                                                      | Versenyszám            | Idő      | Hely.    | Össz.    | Idő      | Hely.    | Össz.    | Idő      | Helyezés |
| -------------------------------------------------------------- | ---------------------- | -------- | -------- | -------- | -------- | -------- | -------- | -------- | -------- |
| Rolf Pettersson                                                | 200 m gyors            | 2:00,02  | 4.       | 21.      |          |          |          | kiesett  | kiesett  |
| Bernt Zarnowiecki                                              | 200 m gyors            | 2:01,34  | 5.       | 34.      |          |          |          | kiesett  | kiesett  |
| Hans Ljungberg                                                 | 200 m gyors            | 1:59,42  | 4.       | 20.      |          |          |          | kiesett  | kiesett  |
| Hans Ljungberg                                                 | 200 m vegyes           | 2:12,46  | 2.       | 8.       |          |          |          | 2:13,56  | 8.       |
| Gunnar Larsson                                                 | 200 m vegyes           | 2:09,70  | 1.       | 1.       |          |          |          | 2:07,17  |          |
| Gunnar Larsson                                                 | 400 m gyors            | 4:09,88  | 1.       | 13.      |          |          |          | kiesett  | kiesett  |
| Gunnar Larsson                                                 | 400 m vegyes           | 4:34,99  | 1.       | 1.       |          |          |          | 4:31,98  |          |
| Bengt Gingsjö                                                  | 400 m vegyes           | 4:38,05  | 1.       | 3.       |          |          |          | 4:37,96  | 6.       |
| Bengt Gingsjö                                                  | 400 m gyors            | 4:06,59  | 1.       | 7.       |          |          |          | 4:06,75  | 6.       |
| Bengt Gingsjö                                                  | 1500 m gyors           | 16:26,67 | 2.       | 7.       |          |          |          | 16:16,01 | 4.       |
| Anders Bellbring                                               | 1500 m gyors           | 16:33,27 | 3.       | 9.       |          |          |          | kiesett  | kiesett  |
| Anders Bellbring                                               | 400 m gyors            | 4:08,38  | 2.       | 9.       |          |          |          | kiesett  | kiesett  |
| Anders Sandberg                                                | 100 m hát              | 1:01,41  | 5.       | 21.      | kiesett  | kiesett  | kiesett  | kiesett  | kiesett  |
| Anders Sandberg                                                | 200 m hát              | 2:11,36  | 3.       | 12.      |          |          |          | kiesett  | kiesett  |
| Bengt Gingsjö Hans Ljungberg Anders Bellbring Gunnar Larsson   | 4 × 200 m gyorsváltó   | 7:57,54  | 5.       | 6.       |          |          |          | 7:47,37  | 4.       |
| Anders Sandberg Gunnar Larsson Hans Ljungberg Anders Bellbring | 4 × 100 m vegyes váltó | 4:06,67  | 4.       | 14.      |          |          |          | kiesett  | kiesett  |

Női
| Versenyző                                                   | Versenyszám            | Előfutam | Előfutam | Előfutam | Elődöntő | Elődöntő | Elődöntő | Döntő   | Döntő    |
| Versenyző                                                   | Versenyszám            | Idő      | Hely.    | Össz.    | Idő      | Hely.    | Össz.    | Idő     | Helyezés |
| ----------------------------------------------------------- | ---------------------- | -------- | -------- | -------- | -------- | -------- | -------- | ------- | -------- |
| Eva Andersson                                               | 100 m gyors            | 1:01,88  | 4.       | 23.      | kiesett  | kiesett  | kiesett  | kiesett | kiesett  |
| Inger Andersson                                             | 100 m gyors            | 1:03,40  | 6.       | 38.      | kiesett  | kiesett  | kiesett  | kiesett | kiesett  |
| Diana Olsson                                                | 100 m hát              | 1:09,86  | 6.       | 25.      | kiesett  | kiesett  | kiesett  | kiesett | kiesett  |
| Jeanette Pettersson                                         | 100 m mell             | 1:17,83  | 2.       | 11.      | 1:17,54  | 6.       | 12.      | kiesett | kiesett  |
| Jeanette Pettersson                                         | 200 m mell             | 2:50,36  | 5.       | 22.      |          |          |          | kiesett | kiesett  |
| Britt-Marie Smedh                                           | 200 m mell             | 2:46,05  | 1.       | 10.      |          |          |          | kiesett | kiesett  |
| Britt-Marie Smedh                                           | 100 m mell             | 1:17,21  | 3.       | 7.       | 1:16,67  | 4.       | 7.       | 1:17,19 | 7.       |
| Eva Wikner                                                  | 100 m pillangó         | 1:06,70  | 3.       | 13.      | 1:07,53  | 8.       | 15.      | kiesett | kiesett  |
| Eva Wikner                                                  | 200 m pillangó         | 2:29,03  | 3.       | 15.      |          |          |          | kiesett | kiesett  |
| Anita Zarnowiecki                                           | 200 m vegyes           | 2:29,08  | 2.       | 13.      |          |          |          | kiesett | kiesett  |
| Anita Zarnowiecki                                           | 400 m vegyes           | 5:15,05  | 4.       | 12.      |          |          |          | kiesett | kiesett  |
| Anita Zarnowiecki Eva Andersson Diana Olsson Irwi Johansson | 4 × 100 m gyorsváltó   | 4:03,99  | 3.       | 5.       |          |          |          | 4:02,69 | 6.       |
| Diana Olsson Britt-Marie Smedh Eva Wikner Anita Zarnowiecki | 4 × 100 m vegyes váltó | 4:31,88  | 2.       | 6.       |          |          |          | 4:32,61 | 8.       |

## Vitorlázás
Nyílt
| Versenyző                                   | Versenyszám     | Futam | Futam  | Futam  | Futam | Futam  | Futam  | Futam | Pontszám | Helyezés |
| Versenyző                                   | Versenyszám     | 1     | 2      | 3      | 4     | 5      | 6      | 7     | Pontszám | Helyezés |
| ------------------------------------------- | --------------- | ----- | ------ | ------ | ----- | ------ | ------ | ----- | -------- | -------- |
| Thomas Lundqvist                            | Finn dingi      | 14,0  | 29,0   | 19,0   | 0,0   | 19,0   | (41,0) | 0,0   | 81,0     | 5.       |
| Pelle Petterson Stellan Westerdahl          | Csillaghajó     | 3,0   | 13,0   | 0,0    | 8,0   | 10,0   | (24,0) | 10,0  | 44,0     |          |
| John Albrechtson Ingvar Hansson             | Tempest         | 3,0   | 13,0   | 14,0   | 10,0  | (17,0) | 5,7    | 11,7  | 57,4     | 4.       |
| Peter Kolni Ulf Nilsson                     | Repülő hollandi | 27,0  | 14,0   | 20,0   | 14,0  | 19,0   | (38,0) | 10,0  | 104,0    | 12.      |
| Jörgen Sundelin Peter Sundelin Ulf Sundelin | Sárkányhajó     | 5,7   | (26,0) | 5,7    | 22,0  | 19,0   | 15,0   |       | 67,4     | 6.       |
| Bo Knape Stefan Krook Stig Wennerström      | Soling          | 3,0   | 0,0    | (22,0) | 14,0  | 3,0    | 11,7   |       | 31,7     |          |

## Vívás
Férfi
| Versenyző                                                             | Versenyszám       | Selejtező | Selejtező | Selejtező | Selejtező                    | Negyeddöntő | Negyeddöntő             | Elődöntő | Elődöntő                                 | Döntő | Döntő   | Helyezés    |
| Versenyző                                                             | Versenyszám       | 1. kör | 1. kör    | 2. kör | 2. kör                       | Negyeddöntő | Negyeddöntő             | Elődöntő | Elődöntő                                 | Döntő | Döntő   | Helyezés    |
| Versenyző                                                             | Versenyszám       | Ellenfél Eredmény | Hely.     | Ellenfél Eredmény | Hely.                        | Ellenfél Eredmény | Hely.                   | Ellenfél Eredmény | Hely.                                    | Ellenfél Eredmény | Hely.   | Helyezés    |
| --------------------------------------------------------------------- | ----------------- | --- | --------- | --- | ---------------------------- | --- | ----------------------- | --- | ---------------------------------------- | --- | ------- | ----------- |
| Per Sundberg                                                          | Tőr, egyéni       | 9. csoport · Christian Noël (FRA) · 3-5 · Nicola Granieri (ITA) · 1-5 · Nakadzsima Hirosi (JPN) · 0-5 · Jesús Gil (CUB) · 0-5 · Herbert Obst (CAN) · 5-2            | 6.        | kiesett | kiesett                      | kiesett | kiesett                 | kiesett | kiesett                                  | kiesett | kiesett | helyezetlen |
| Rolf Edling                                                           | Párbajtőr, egyéni | 3. csoport · Claudio Francesconi (ITA) · 5-2 · Reinhard Münster (DEN) · 5-4 · Risto Hurme (FIN) · 5-4 · Christian Kauter (SUI) · 5-1 · Ali Tayla (TUR) · 5-2        | 1.        | 1. csoport · Robert Schiel (LUX) · 5-2 · George Masin (USA) · 5-1 · Reinhold Behr (FRG) · 5-2 · Roberto Levis (PUR) · 5-2 · Jacques Ladègaillerie (FRA) · 3-5 | 1.                           | 3. csoport · Hrihorij Krissz (URS) · 2-5 · Kulcsár Győző (HUN) · 5-4 · François Jeanne (FRA) · 5-4 · Hans-Jürgen Hehn (FRG) · 5-4 · Morten von Krogh (NOR) · 5-2 | 2.                      | 1. csoport · Kulcsár Győző (HUN) · 5-0 · Horst Melzig (GDR) · 5-4 · Daniel Giger (SUI) · 5-5 · Szergej Paramonov (URS) · 5-2 · Jacques Brodin (FRA) · 3-5 | 2.                                       | Fenyvesi Csaba (HUN) · 1-5 · Jacques Ladègaillerie (FRA) · 3-5 · Kulcsár Győző (HUN) · 3-5 · Pongrácz Antal (ROU) · 3-5 · Jacques Brodin (FRA) · 5-2 | 5.      | 5.          |
| Carl von Essen                                                        | Párbajtőr, egyéni | 12. csoport · Hans-Peter Schulze (GDR) · 4-5 · Fenyvesi Csaba (HUN) · 2-5 · Ralph Johnson (GBR) · 3-5 · Jorge Castillejos (MEX) · 5-4 · Pirouz Adamiyat (IRI) · 5-3 | 5.        | kiesett | kiesett                      | kiesett | kiesett                 | kiesett | kiesett                                  | kiesett | kiesett | helyezetlen |
| Orvar Jönsson                                                         | Párbajtőr, egyéni | 11. csoport · Karl-Heinz Müller (AUT) · 4-5 · Pongrácz Antal (ROU) · 3-5 · Schmitt Pál (HUN) · 5-2 · Carlos Calderón (MEX) · 5-3 · Herbert Obst (CAN) · 2-5         | 4.        | 6. csoport · Kulcsár Győző (HUN) · 2-5 · Bohdan Gonsior (POL) · 1-5 · Horst Melzig (GDR) · 4-5 · Karl-Heinz Müller (AUT) · 4-5 · Luis Stephens (MEX) · 5-2    | 5.                           | kiesett | kiesett                 | kiesett | kiesett                                  | kiesett | kiesett | helyezetlen |
| Michael Skantze                                                       | Kard, egyéni      | 6. csoport visszalépett | ‑         | kiesett | kiesett                      | kiesett | kiesett                 | kiesett | kiesett                                  | kiesett | kiesett | helyezetlen |
| Rolf Edling Carl von Essen Orvar Jönsson Per Sundberg Hans Wieselgren | Párbajtőr, csapat | 3. csoport · Dánia (DEN) · 10-5 · NSZK (FRG) · 7-8 · Magyarország (HUN) · 10-5                                                                                      | 2.        | Egyesült Államok (USA) · 9-2 | Egyesült Államok (USA) · 9-2 | Szovjetunió (URS) · 7-8 | Szovjetunió (URS) · 7-8 | 5–6. helyért · Lengyelország (POL) · 7-9 | 5–6. helyért · Lengyelország (POL) · 7-9 | kiesett | kiesett | 7.          |

Női
| Versenyző    | Versenyszám | Selejtező | Selejtező | Negyeddöntő | Negyeddöntő | Elődöntő | Elődöntő | Döntő | Döntő | Helyezés |
| Versenyző    | Versenyszám | Ellenfél Eredmény | Hely.     | Ellenfél Eredmény | Hely.       | Ellenfél Eredmény | Hely.    | Ellenfél Eredmény | Hely. | Helyezés |
| ------------ | ----------- | --- | --------- | --- | ----------- | --- | -------- | --- | ----- | -------- |
| Kerstin Palm | Tőr, egyéni | 6. csoport · Elżbieta Franke-Cymerman (POL) · 4-2 · Ruth White (USA) · 4-2 · Christine McDougall (AUS) · 4-2 · Janet Wardell-Yerburgh (GBR) · 4-1 · Özden Ezinler (TUR) · 4-1 | 1.        | 1. csoport · Marie-Chantal Demaille (FRA) · 0-4 · Irmela Broniecki (FRG) · 4-1 · Max Madsen (DEN) · 4-0 · Szolnoki Mária (HUN) · 4-1 · Galina Gorohova (URS) · 3-4 | 2.          | 1. csoport · Jelena Novikova (URS) · 4-3 · Cathérine Rousselet-Ceretti (FRA) · 4-0 · Maria Consolata Collino (ITA) · 4-3 · Marie-Chantal Demaille (FRA) · 3-4 · Katarína Lokšová-Ráczová (TCH) · 3-4 | 2.       | Antonella Ragno-Lonzi (ITA) · 3-4 · Bóbis Ildikó (HUN) · 2-4 · Galina Gorohova (URS) · 0-4 · Marie-Chantal Demaille (FRA) · 3-4 · Jelena Novikova (URS) · 1-4 | 6.    | 6.       |